# Stefano Madia
Stefano Madìa (Roma, 31 dicembre 1954 – Roma, 16 dicembre 2004) è stato un attore, giornalista e politico italiano.

## Biografia
Giornalista professionista, alla fine degli anni settanta iniziò la carriera di attore con il film La vita è bella, al fianco di Giancarlo Giannini e Ornella Muti. Nello stesso anno venne scelto da Dino Risi per il film Caro papà (nell'occasione doppiato da Massimo Giuliani), interpretazione con la quale vinse il Prix du second rôle al Festival di Cannes 1979 come migliore attore non protagonista.
La sua carriera artistica proseguì tra cinema e televisione fino alla prima metà degli anni novanta, quando tornò al giornalismo in qualità di inviato e collaboratore della rubrica televisiva Porta a Porta.
Nel 2001 si candidò alle elezioni comunali di Roma nella lista per Veltroni, mantenendo l'incarico di consigliere comunale fino al 2004.
Muore a 49 anni dopo una lunga malattia.
È il padre di Marianna Madia e nipote del politico Titta Madia.

## Filmografia

### Cinema
- Ernesto, regia di Salvatore Samperi (1978)
- Caro papà, regia di Dino Risi (1979)
- La vita è bella, regia di Grigori Chukhrai (1979)
- Razza selvaggia, regia di Pasquale Squitieri (1980)
- Vigili e vigilesse, regia di Franco Prosperi (1982)
- Il miele del diavolo, regia di Lucio Fulci (1986)
- Camping del terrore, regia di Ruggero Deodato (1987)
- Dimenticare Palermo, regia di Francesco Rosi (1990)
- Riflessi in un cielo scuro, regia di Salvatore Maira (1991)
- Oltre la notte, regia di Rosario Montesanti (1993)

### Televisione
- John Gabriel Borkman, regia Luca Ronconi – prosa TV (1982)
- Piazza di Spagna, regia di Florestano Vancini – miniserie TV (1992)